# لايشنغن
لايشنغن (بالألمانية: Laichingen) هي بلدة، مدينة وبلدة ألمانية تقع في ألمانيا في منطقة ألب دانوب ‏. يقدر عدد سكانها بـ 11,008 نسمة .

## أعلام
- جون مارتن ماك